# The Love Club EP
The Love Club EP là đĩa mở rộng (EP) đầu tay của nữ ca sĩ người New Zealand Lorde. Ở tuổi 12, tài năng của Lord được một người chiêu mộ đến từ hãng thu âm Universal Music Group tên Scott MacLachlan khám phá và kể từ đó cô bắt đầu viết nhạc. Tháng 12 năm 2011, MacLachlan giới thiệu nhà sản xuất thu âm Joel Little cho Lorde. Trong ba tuần tiếp theo, cả hai đã hoàn thành việc sáng tác và sản xuất cả năm bài hát nằm trong EP. Tháng 11 năm 2012, Lorde tự phát hành EP miễn phí trên trang web chia sẻ nhạc SoundCloud. Vào ngày 8 tháng 3 năm 2013, EP được phát hành với mục đích thương mại bởi hai hãng thu âm Universal Music Group và Virgin Records.
Là một EP electronica mang âm hưởng từ dòng nhạc indie rock, The Love Club EP đã nhận được nhiều phản hồi tích cực từ các nhà phê bình âm nhạc. Những người này đã có lời khen ngợi cho phần âm nhạc của tác phẩm và đã so sánh nó với các nhạc phẩm của Sky Ferreira, Florence and the Machine và Lana Del Rey. EP từng giành được vị trí thứ hai trên bảng xếp hạng âm nhạc của New Zealand, Úc và được chứng nhận 7× Bạch kim và Bạch kim lần lượt tại hai quốc gia này. Tại Hoa Kỳ, EP từng được xếp vị trí thứ 23 trên bảng xếp hạng Billboard 200. Hơn 60.000 bản sao của EP đã được tiêu thụ chỉ tính riêng tại Hoa Kỳ. Nhằm quảng bá The Love Club EP rộng rãi, Lorde quyết định biểu diễn các bài hát nằm trong EP này tại các buổi hòa nhạc và cho phát hành ca khúc "Royals" với vai trò là đĩa đơn của EP.

## Bối cảnh phát hành và sản xuất
Tài năng của Lorde được khám phá khi cô mới 12 tuổi bởi một người đảm nhiệm trọng trách A&R đến từ hãng thu âm Universal Music Group tên Scott MacLachlan, sau khi người này xem những đoạn video ghi lại những màn trình diễn của Lorde tại một cuộc thi tìm kiếm tài năng tổ chức tại một ngôi trường ở Auckland, New Zealand. Ở tuổi 13, Lorde bắt đầu tự sáng tác nhạc. MacLachlan không thành công trong việc tìm kiếm giúp cho Lorde một người viết bài hát hoặc một nhà sản xuất thu âm để cô có thể hợp tác trong việc sáng tác nhạc, nhưng sau này ông cũng đã thành công khi quyết định ghép đôi Lorde với nhà sản xuất thu âm Joel Little vào tháng 12 năm 2011, khi cô bé vừa tròn 15. Little lúc bấy giờ rất ấn tượng bởi chất giọng tuyệt vời của Lorde và khả năng viết nhạc xuất sắc của cô. Anh đã viết những bài hát có kết cấu phù hợp với nội dung lời do Lorde sáng tác.
Cặp đôi nghệ sĩ thu âm những bài hát tại phòng thu âm Golden Age Studios của Little tọa lạc tại Morningside, Auckland. Lorde lấy cảm hứng từ các nghệ sĩ âm nhạc bị ảnh hưởng bởi dòng nhạc hip hop, như Lana Del Rey, để viết lời các ca khúc. Tuy vậy, cũng có những ý kiến chỉ trích đối với những câu trong phần lời được cho la "nhảm nhí" ám chỉ đến "rượu đắt tiền, quần áo đẹp và xe hơi đẹp". Trong vòng một tuần, Lorde đã hoàn thành việc ghi âm các ca khúc "Royals", "Bravado" và "Biting Down" trong quãng thời gian cô được tạm nghỉ học tại trường. Hai nghệ sĩ này cũng thu âm hai bài hát khác nằm trong EP là "Million Dollar Bills" và "The Love Club". Lorde sáng tác lời, trong khi Little sáng tạo nhịp điệu và chơi các loại nhạc cụ như trống, guitar và synthesizer nhằm tạo nhạc nền cho các ca khúc. Tổng cộng, cặp đôi hai nghệ sĩ đã hoàn thiện The Love Club EP chỉ trong khoảng thời gian ba tuần.

## Sáng tác
The Love Club EP bao gồm năm bài hát, được sáng tác bởi Lorde và Little. Nhà phê bình Nick Ward từ báo The Nelson Mail đã miêu tả EP là "thuộc thể loại electronica và mang đậm chất indie rock" và nhận xét giọng hát của Lorde là "ảm đạm". Trong khi đó, Chris Schulz từ báo The New Zealand Herald lại cho rằng giọng của Lorde "thuộc về một người già gấp đôi tuổi tuổi cô". Các nhà phê bình âm nhạc đã so sánh phong cách âm nhạc của EP với các nhạc phẩm của Sky Ferreira, Florence and the Machine và Lana Del Rey. Biên tập viên Jim Pinckney từ tạp chí New Zealand Listener đã so sánh các bài hát trong EP với các truyện ngắn.
EP mở đầu bằng một bài hát thuộc thể loại chamber pop mang tên "Bravado". Lấy cảm hứng từ bài hát "Dark Fantasty" của nam rapper Kanye West, bài hát nói về niềm tin giả tạo của Lorde khi cô đang chuẩn bị bước chân vào ngành công nghiệp âm nhạc. Hai ca khúc tiếp theo, "Royals" và "Million Dollar Bills", là hai bài hát có nội dung chỉ trích cuộc sống xa hoa của những người giàu có. "Royals" hòa quyện các tiểu thể loại của nhạc pop, gồm art pop và electropop, và cả thể loại R&B đương đại. "Million Dollar Bills" lại là một bài hát pha trộn các thể loại pop, alternative rock và một chút âm hưởng từ dòng nhạc hip hop. Bài hát kế tiếp, "The Love Club" lại nói về chuyện làm bạn với "một đám người xấu". EP kết thúc bằng ca khúc thuộc thể loại drum and bass có pha chút trip hop mang tên "Biting Down", bao gồm "những tiếng trống huỳnh huỵch như thể đang diễn ra một cuộc chiến tranh ở tương lai". Trong phiên bản EP phát hành trên iTunes Store Hoa Kỳ vào tháng 9 năm 2013, Lorde chọn "Swingin Party" thay thế cho "Royals", một bản cover do Lorde thể hiện của bài hát cùng tên do ban nhạc The Replacements trình bày.

## Quảng bá

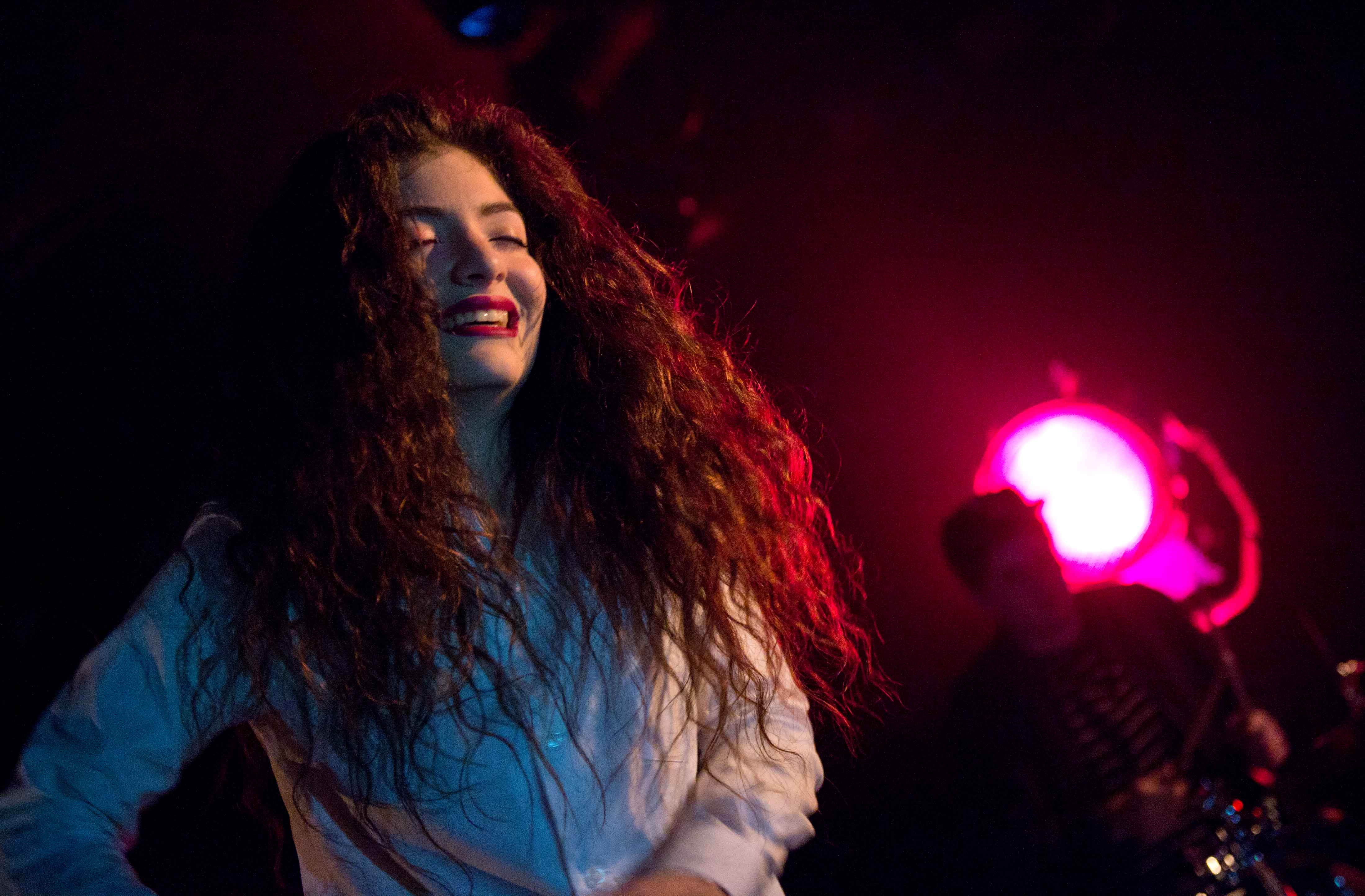
Lorde biểu diễn tại lễ hội âm nhạc Decibel Festival, năm 2013

Tháng 11 năm 2012, Lorde tự phát hành miễn phí The Love Club EP thông qua tài khoản trên trang web SoundCloud của mình. Sau 60.000 lượt tải xuống trên trang web, hãng thu âm UMG quyết định sẽ phát hành thương mại EP. Ngày 8 tháng 3 năm 2013, The Love Club EP ra mắt công chúng dưới định dạng nhạc số tại Úc, New Zealand, Hà Lan và Hoa Kỳ. Phiên bản CD của EP ra mắt vào ngày 10 tháng 5 tại New Zealand, tại Úc vào một tuần sau và tại Hoa Kỳ vào ngày 9 tháng 7. Tại Anh Quốc, hãng đĩa Virgin Records cho phát hành phiên bản đĩa than loại 10 inch vào ngày 10 tháng 6 năm 2013. Vào ngày 30 tháng 9 năm 2013, danh sách ca khúc của EP phát hành trên iTunes Store Hoa Kỳ có sự thay đổi – "Swingin Party" là ca khúc thay thế cho "Royals" trong danh sách ca khúc. "Royals" là đĩa đơn duy nhất trong EP. Ngày 3 tháng 6 năm 2013, hai hãng thu âm Lava Records và Republic Records đã gửi EP cho đài phát thanh adult album alternative (AAA) tại Hoa Kỳ. Đĩa đơn được phát hành trên toàn cầu dưới định dạng nhạc số vào tháng 8 năm 2013. Sau này, Lorde cũng quyết định đưa bài hát vào album phòng thu đầu tay của cô tên là Pure Heroine (2013).
Ngày 27 tháng 6 năm 2013, Lorde biểu diễn thay thế cho nam ca sĩ Frank Ocean tại lễ hội âm nhạc Splendour in the Grass tổ chức tại Byron Bay, Úc. Vào ngày 6 tháng 8 năm 2013, cô tổ chức một buổi hòa nhạc tại nhà hát Le Poisson Rouge ở New York. Đây là buổi trình diễn lần đầu tiên của cô tại Mỹ. Hai ngày sau, cô trình bày hai ca khúc "The Love Club" và "Royals" trên đài phát thanh KCRW của thành phố Santa Monica, California. Tháng 9 năm 2013, cô biểu diễn chính tại lễ hội âm nhạc Decibel Festival tổ chức tại Seattle, Washington và tự tổ chức một buổi hoà nhạc tại nhà hát Webster Hall ở Thành phố New York. Vào ngày 3 tháng 10 năm 2013, Lorde tổ chức thêm một buổi hòa nhạc tại nhà hát Warsaw Venue ở Brooklyn, New York để quảng bá The Love Club EP và album phòng thu đầu tay Pure Heroine. Vào ngày 13 tháng 11 năm 2013, cô biểu diễn sáu bài hát trên chương trình hòa nhạc Live on Letterman, trong đó có cả "Bravado" và "Royals". Đầu năm 2014, Lorde khởi động một chuyến lưu diễn hòa nhạc ở Bắc Mỹ nhằm quảng bá The Love Club EP và Pure Heroine.

## Tiếp nhận
| Đánh giá chuyên môn    | Đánh giá chuyên môn |
| Nguồn đánh giá         | Nguồn đánh giá      |
| Nguồn                  | Đánh giá            |
| ---------------------- | ------------------- |
| AllMusic               | [ 7 ]               |
| Manawatu Standard      | [ 39 ]              |
| mX                     | [ 40 ]              |
| The Nelson Mail        | [ 8 ]               |
| The New Zealand Herald | [ 9 ]               |

Một biên tập viên từ trang web AllMusic đã miêu tả EP là "gợi lại những hồi tưởng đẹp" và khen ngợi phần âm nhạc "đầy nhục cảm và mạnh mẽ" của nó. Đại diện cho tờ The New Zealand Herald, Chris Schulz cho rằng EP là "khởi đầu của một thứ gì đó đặc biệt" và đề cao giọng hát của Lorde. Nick Ward từ The Nelson Mail đã ca ngợi nội dung của các ca khúc trong EP và gọi Lorde là "một nghệ sĩ có những nhạc phẩm rất đáng để nghe". Trong một bài viết của tờ New Zealand Listener, Jim Pinckney lại cho rằng phần âm nhạc của EP "phần nào đó không phù hợp với những đặc điểm riêng của giọng hát và lời ca của Lorde", nhưng đồng thời cũng dành lời khen ngợi cho khả năng sáng tác nhạc của nữ ca sĩ, với nhận định đây là một thứ "hòa quyện những sự bối rối, sự tò mò và sự tự tin của thiếu niên một cách không thể nhầm lẫn được bằng những kỹ năng viết nhạc sau mấy năm của cô".
Đại diện cho tờ Manawatu Standard, một nhà phê bình dành lời khen cho phần âm nhạc, lời ca và "khả năng thu hút khán giả chính thống", gọi EP là một ví dụ cho "một nhạc phẩm đầu tay nhạc pop có chất lượng tốt". Trong một bài đánh giá The Love Club EP cho tờ The Dominion Post, Tom Cardy đã nhận xét rằng các bài hát trong EP là "dứt khoát, dễ chịu và thông minh". Thêm nữa, nhà phê bình đã gọi EP là album xuất sắc nhất của một nghệ sĩ người New Zealand mà anh từng nghe trong năm đó và ca ngợi phần trình bày của Lorde và phần lời ca trong EP là "hoàn toàn không thể tin được". Trong vai trò là một nhà phê bình âm nhạc cho báo mX, Nick Mason là gọi EP là một sự khởi đầu "mạnh mẽ" cho việc thể hiện sự trưởng thành của Lorde qua các tuổi đời niên thiếu, cũng như thể hiện được phong cách âm nhạc ấn tượng và đầy sáng tạo của nữ ca sĩ. Cuối năm 2013, nhà phê bình Allan Raible đến từ ABC News đã xếp The Love Club EP và Pure Heroine là những album xuất sắc thứ ba của năm đó.
Tại lễ trao giải thưởng Âm nhạc New Zealand năm 2013, Lorde đoạt giải Nghệ sĩ đột phá của năm cho EP và Đĩa đơn của năm cho đĩa đơn "Royals". Với đĩa đơn này, Lorde và Joel Little thắng Giải APRA Silver Scroll Awards vào năm 2013. Tại lễ trao Giải Grammy lần thứ 56 (2014), "Royals" nhận được một đề cử cho hạng mục Thu âm của năm, đoạt giải Bài hát của năm và giải Trình diễn đơn ca pop xuất sắc nhất. Bài hát còn đoạt giải Bài hát Rock Đứng đầu (Top Rock Song) tại lễ trao giải thưởng Âm nhạc Billboard năm 2014. Tại lễ trao giải thưởng Âm nhạc Thế giới năm 2014, The Love Club EP nhận được một đề cử cho hạng mục Album Xuất sắc nhất, sau được trao cho album Coup d'Etat của nam ca sĩ G-Dragon.

## Danh sách bài hát
Tất cả các bài hát được sáng tác và sản xuất bởi Ella Yelich-O'Connor (Lorde) và Joel Little, ngoại trừ "Swingin Party" (do nam nhạc sĩ Paul Westerberg sáng tác).
| STT              | Nhan đề                | Thời lượng |
| ---------------- | ---------------------- | ---------- |
| 1.               | "Bravado"              | 3:41       |
| 2.               | "Royals"               | 3:10       |
| 3.               | "Million Dollar Bills" | 2:18       |
| 4.               | "The Love Club"        | 3:21       |
| 5.               | "Biting Down"          | 3:33       |
| Tổng thời lượng: | Tổng thời lượng:       | 16:04      |

| Các bài hát bổ sung trên iTunes Store | Các bài hát bổ sung trên iTunes Store | Các bài hát bổ sung trên iTunes Store |
| STT                                   | Nhan đề                               | Thời lượng                            |
| ------------------------------------- | ------------------------------------- | ------------------------------------- |
| 6.                                    | "Bravado" (Fffrrannno Remix)          | 3:42                                  |
| Tổng thời lượng:                      | Tổng thời lượng:                      | 19:46                                 |

| Phiên bản phát hành trên iTunes Store Hoa Kỳ vào tháng 9 năm 2013 | Phiên bản phát hành trên iTunes Store Hoa Kỳ vào tháng 9 năm 2013 | Phiên bản phát hành trên iTunes Store Hoa Kỳ vào tháng 9 năm 2013 |
| STT                                                               | Nhan đề                                                           | Thời lượng                                                        |
| ----------------------------------------------------------------- | ----------------------------------------------------------------- | ----------------------------------------------------------------- |
| 1.                                                                | "Bravado"                                                         | 3:41                                                              |
| 2.                                                                | "Swingin Party"                                                   | 3:42                                                              |
| 3.                                                                | "Million Dollar Bills"                                            | 2:18                                                              |
| 4.                                                                | "The Love Club"                                                   | 3:21                                                              |
| 5.                                                                | "Biting Down"                                                     | 3:33                                                              |
| Tổng thời lượng:                                                  | Tổng thời lượng:                                                  | 16:36                                                             |

## Xếp hạng
| Bảng xếp hạng (2013)        | - Vị trí - xếp hạng - cao nhất |
| --------------------------- | ------------------------------ |
| Úc (ARIA)                   | 2                              |
| Canadian Albums (Billboard) | 22                             |
| Album New Zealand (RMNZ)    | 2                              |
| Hoa Kỳ Billboard 200        | 23                             |
| Hoa Kỳ Top Rock Albums      | 6                              |

| Bảng xếp hạng (2013)            | Vị trí |
| ------------------------------- | ------ |
| Úc (ARIA)                       | 5      |
| New Zealand (Recorded Music NZ) | 5      |
| Hoa Kỳ Billboard 200            | 182    |

| Bảng xếp hạng (2014) | Vị trí |
| -------------------- | ------ |
| Úc (ARIA)            | 83     |

## Chứng nhận
| Quốc gia                                  | Chứng nhận  | Số đơn vị/doanh số chứng nhận |
| ----------------------------------------- | ----------- | ----------------------------- |
| Úc (ARIA)                                 | 7× Bạch kim | 490.000^                      |
| New Zealand (RMNZ)                        | Bạch kim    | 15.000^                       |
| Hoa Kỳ (RIAA)                             | —           | 60.000                        |
| ^ Chứng nhận dựa theo doanh số nhập hàng. |             |                               |

## Lịch sử phát hành
| Quốc gia    | Ngày phát hành      | Định dạng       | Hãng đĩa  | Số catalogue | Tham khảo     |
| ----------- | ------------------- | --------------- | --------- | ------------ | ------------- |
| Úc          | 8 tháng 3 năm 2013  | Tải kỹ thuật số | Universal | Không        | [ 20 ]        |
| Hà Lan      | 8 tháng 3 năm 2013  | Tải kỹ thuật số | Universal | Không        | [ 22 ]        |
| New Zealand | 8 tháng 3 năm 2013  | Tải kỹ thuật số | Universal | Không        | [ 21 ]        |
| Hoa Kỳ      | 8 tháng 3 năm 2013  | Tải kỹ thuật số | Universal | Không        | [ 23 ]        |
| New Zealand | 10 tháng 5 năm 2013 | CD              | Universal | 226576       | [ 24 ]        |
| Úc          | 17 tháng 5 năm 2013 | CD              | Universal | 3738955      | [ 25 ]        |
| Anh Quốc    | 10 tháng 6 năm 2013 | Đĩa than        | Virgin    | 3735531      | [ 27 ] [ 58 ] |